# Hai hil
Hai hil (romanitzat del coreà: 하이힐, més conegut internacionalment en anglès: Man on High Heels) és una pel·lícula de cinema negre sud-coreana de 2014 escrita i dirigida per Jang Jin, protagonitzada per Cha Seung-won en el paper d'un detectiu d'homicidis transgènere.

## Argument
Yoon Ji-wook és un detectiu d'homicidis molt dur, conegut per la seva indiscutible habilitat per a atrapar als criminals violents. És venerat com una llegenda en el cos de policia i, al mateix temps, temut entre la màfia per la seva brutalitat a l'hora de prendre mesures contra el crim. No obstant això, sota la seva aparença freda i masclista s'amaga un secret que ha d'ocultar al món en el qual viu. Ji-wook va néixer home i des de la seva adolescència ha volgut viure la seva vida com una dona. Intenta reprimir aquest desig interior, en va. Finalment, Ji-wook arriba a un punt en el qual ja no pot ocultar qui és realment, i decideix fer el pas i sotmetre's a una operació de reassignació sexual. No obstant això, abans que tingui l'oportunitat de fer-ho, sorgeixen crisis inesperades que interfereixen en els seus plans. Una banda que va sofrir el fred i dur acer de les esposes de Ji-wook està decidida a venjar-se d'ell. Ji-wook renúncia i tracta de fer realitat el seu somni, però la gent pròxima a ell es veu absorbida per la trama de venjança en la qual es troba. Quan algunes d'aquestes persones són assassinades i una noia anomenada Jang-mi meva cau en perill, s'adona que no pot quedar-se de braços plegats per més temps.

## Recepció
Hai hil es va estrenar a Corea del Sud el 4 de juny de 2014. Malgrat comptar amb un director i un actor estrella, la pel·lícula va tenir un rendiment inferior al de les superproduccions de Hollywood X-Men: Days of Future Past i Al límit de l'endemà. Es va estrenar en el sisè lloc de la taquilla, amb 338.663 espectadors.